# ПКБ
ПКБ Корпорација је српска агробизнис компанија. Седиште је у Падинској Скели.

## Историја
Компанија користи скраћени назив ПКБ као скраћеницу од Пољопривредни комбинат Београд.
ПКБ Корпорација је основана 27. децембра 1945. године, са седиштем у Београду. Била је то највећа агробизнис компанија у бившој Југославији која је нудила разне услуге. На свом врхунцу имала је 42.000 запослених широм бивше Југославије. Током 2000-их приватизована су велика одељења ПКБ-а, пре свега ланац супермаркета Пекабета и прехрамбене компаније Имлек и Фриком.
Влада Србије је 2015. године на јавној аукцији понудила компанију на продају по цени од 154 милиона евра (51% имовине); међутим аукција је пропала јер нико није дао понуде. У јануару 2018. године објављено је да је Влада Србије договорила са ММФ-ом да прода свој удео у ПКБ корпорацији до лета 2018, како би додатно консолидовала своје финансије. Влада Србије је у септембру 2018. прихватила једину понуду Al Dahra Serbia од 105,05 милиона евра. Уговор између страна је финализован и званично потписан 4. октобра 2018. године. Према финансијском извештају за 2018. укупан капитал износио је 227 милиона евра.

## Организација
Од септембра 2016. године, ПКБ је управљала са око 30.000 хектара пољопривредног земљишта. Око 23.000 хектара је у власништву Владе Србије, а 7.000 у власништву ПКБ-а. Њен укупан удео је подељен на 9 целина од којих се осам налази северно од градског подручја Београда: Чента, Дунавац, Пионир, Партизански прелаз, Падинска Скела, Лепушница, Ковилово, Младост (северно од града Београда) и 7. Јули се налази јужно од градског подручја Београда.
Већина производних и управних зграда налази се у Панчевачком риту, који се налази 15 километара северно од центра Београда.
Од септембра 2016. године, ПКБ је имала 9.000 крава, 3.500 говеда, 6.000 свиња, 2.000 оваца и 30.000 кокошака. Од моторизоване опреме располагао је са 330 трактора, 35 комбајна, 90 машина за утовар и 1.370 прикључних машина.